# Mors Principium Est
I Mors Principium Est sono un gruppo musicale melodic death metal finlandese originario di Pori.

## Storia del gruppo
La band fu fondata nel 1999 dal chitarrista Jori Haukio e dal tastierista Toni Nummelin, ai quali si unì poco dopo il batterista Mikko Sipola e nel 2000 il cantante Ville Viljane.

## Formazione
Attuale
- Ville Viljanen – voce
- Kevin Verlay – chitarra ritmica
- Andy Gillion – chitarra solista
- Teemu Heinola – basso
- Mikko Sipola – batteria

Ex componenti
- Andhe Chandler – chitarra ritmica
- Tomy Laisto – chitarra
- Kalle Aaltonen – chitarra
- Tom Gardiner – chitarra
- Karri Kuisma – chitarra
- Toni Nummelin – tastiera
- Jori Haukio – chitarra
- Toni Nummelin – tastiera
- Jarkko Kokko – chitarra

## Discografia
- 2003 – Inhumanity
- 2005 – The Unborn
- 2007 – Liberation = Termination
- 2012 – ...And Death Said Live
- 2014 – Dawn of the 5th Era
- 2017 – Embers of a Dying World
- 2020 – Seven
- 2022 – Liberate the Unborn Inhumanity